# Pivka jama
Pivka jama je kršna jama i dio podzemnog sustava jamâ riječnog toka Pivke otvorenog za turizam. U sklopu ovog sustava se nalazi i Postojnska jama. 

## Zemljopisni položaj
Pivka jama se nalazi nekih 3 km od grada Postojne, u sjevernom dijelu Notranjsko-kraške regije. Ulaz u jamu, koji je dostupan preko 300 stuba, se nalazi u sklopu odmorišta Pivka jama. 
Unutar jame, rijeka Pivka se u Perkovom prolazu spaja iz dva rukavca malo prije ulaza u Magdaleninu špilju (dio jame), da bi se tek poslije duljine od 2 km ponovo pojavila na površini.

## Prva spomen jame
Iako je Postojnska jama već od 16. stoljeća bila poznata široj javnosti, Pivka jama je prvi put opisana u dijelima Adolfa Schmidla iz 1854. godine.